# Подгорные Шари
Подгорные Шари (мар. Курыклӱвал Шайра) — деревня в Волжском районе Республики Марий Эл. Входит в состав Сотнурского сельского поселения.

## География
Находится в южной части республики Марий Эл на расстоянии приблизительно 39 км по прямой на северо-восток от районного центра города Волжск и в 3 км к северу от центра сельсовета, села Сотнур. Деревня Подгорные Шари расположена рядом с озером Икса (Йоксер), то есть «лебединым озером». В 300 м к северо-востоку от деревни находится священная роща.

## История
Деревня известна с 1867 года как околоток Подгорный, где находилось 8 дворов. По исследованиям И. С. Галкина и О. П. Воронцовой, название деревни Подгорные Шари образовано от слова «шайра» (шаръя), то есть река, ручей. В 1868 году околоток Подгорный входил в состав Сотнурской волости Царевококшайского уезда Казанской губернии. 19 мужчин и 27 женщин имели право на надел.
В 1887 году в околотке в 11 дворах проживало 72 человека (34 мужчины и 38 женщин). Жители держали в своих хозяйствах 28 лошадей, 38 голов крупного и 89 голов мелкого рогатого скота. По переписи 1897 года здесь числилось 114 человек (марийцы).
В 1925 году деревня Подгорная (Курук-Лювал-Шайра) относилась к Сотнурскому райсельсовету Звениговского кантона Марийской АО, там проживало 160 марийцев. В 1927 году — 173 человека в 34 дворах.
В 1934 году в деревне была организована сельскохозяйственная артель им. Кагановича. В 1940 году колхоз им. Кагановича обслуживался Сотнурской МТС. В его состав входил 41 двор, 208 человек. Колхозники пользовались 30 конными плугами, сеялкой, зерновым триером, соломорезкой, для перевозки грузов использовали 30 саней. В колхозной конюшне содержалось 36 лошадей, в овчарне 20 овец, также в колхозном стаде было 15 голов крупного рогатого скота, 2 свиньи, 20 голов птицы, 31 пчелосемья. Собранный урожай хранился в 5 зернохранилищах и 2 овинах. В годы Великой Отечественной войны из деревни на фронт ушли 29 человек.
В 1956 году деревня была передана из упразднённого Сотнурского района в состав Волжского.
К 1959 году деревня вошла в состав укрупнённого колхоза им. Ленина, в состав которого в июле 1960 года вошли также колхозы им. Карла Маркса и «Правда». В 1963—65 годах колхоз назывался в честь XXII съезда партии, затем — вновь им. Ленина, а с декабря 1978 года — колхоз им. Карла Маркса.
В 1980 году в деревне Подгорные Шари Сотнурского сельсовета Волжского района имелось 66 хозяйств, проживал 201 человек (94 мужчины и 107 женщин), большинство составляли марийцы. Проходила грунтовая дорога. В личном пользовании жителей находились 29 велосипедов, 8 мотоциклов. Население деревни пользовалось колодезной водой, электричеством, были радио и телевизоры. Жители отдыхали на речке и в лесу. Работала восьмилетняя школа на 220 мест. Фельдшерско-акушерский пункт находился в селе Сотнур.
В 1992 году колхоз им. Карла Маркса преобразован в КДП «Шайра кундем» (с 1 марта 2000 года — ПСХА «Шайра кундем»).

## Население
| 2002 | 2010 |
| ---- | ---- |
| 103  | ↘73  |

В 2003 году по данным текущего учёта в деревне проживало 116 человек в 43 дворах, а согласно переписи 2002 года — 103 человека (52 мужчины, 51 женщина, марийцы — 100 %). По переписи 2010 года — 73 человека (35 мужчин, 38 женщин).

## Инфраструктура
Имеются фельдшерско-акушерский пункт, конюшня. Основная школа и библиотека закрыты в середине 2000-х; ещё раньше, в 2001 году, закрыт магазин. Дорога до деревни не асфальтирована.